# Northport (Nowy Jork)
Northport – wieś w Stanach Zjednoczonych, w stanie Nowy Jork, w hrabstwie Suffolk.